# Plinthocoelium koppei
Plinthocoelium koppei es una especie de escarabajo longicornio del género Plinthocoelium, tribu Callichromatini, orden Coleoptera. Fue descrita científicamente por Schmidt en 1924.

## Descripción
Mide 25-29 milímetros de longitud.

## Distribución
Se distribuye por México.